# Drávavásárhely
Drávavásárhely (horvátul Nedelišće, korábban magyarul Nedelic, szlovén és vend alakban Nedelišče) falu és község Horvátországban, Muraköz megyében.

## Fekvése
Csáktornyától 3 km-re délnyugatra, a Dráva bal partja közelében fekszik. Közigazgatásilag 11 falu tartozik hozzá: Cseresnyés (Črečan ), Drávacsány (Gornji Hrašćan) Drávamagyaród (Trnovec), Drávavásárhely (Nedelišće), Drávaóhíd (Pretetinec), Dúshely (Dunjkovec), Zrínyifalva (Gornji Kuršanec), Miksavár (Macinec), Pusztafa (Pušćine), Édeskút (Slakovec), Parag (Parag).

## Lakossága
1900-ban 2664 lakosából 2551 horvát, 68 magyar nemzetiségű volt. 1910-ben 2956, zömében horvát és magyar lakosa volt. 1941-ben 3892 lakosából 32 ember kivételével mindenki magyar nemzetiségűnek vallotta magát. 1991-ben 4535 lakosából 4394 volt a horvát nemzetiségű, 2 lakos magyarnak vallotta magát. A 2001-es népszámlálás adatai szerint Drávavásárhely faluközösség lakossága 11.544 volt, melyből Drávavásárhely lakossága 4430. Drávavásárhely lakosainak 94%-a horvát, 5%-a cigány nemzetiségű. A cigány nemzetiségű lakosok nagy része Parag községben él. 2001-ben hatan vallották magyar nemzetiségűnek magukat.

## Története
Nevének első említése 1226-ból datálódik, Béla herceg,  a későbbi IV. Béla király Mihály mester részére küldött, Zágrábban őrzött adománylevelében. Horvát neve feltehetően a horvát nedjelja (a. m. vasárnap) szóból ered, és a középkori vásárokra utalhat, ugyanerre utal a magyar név is. A Szentháromságról nevezett plébániáját 1334-ben a zágrábi püspökség összeírásában említik először „Ecclesia sancte Trinitatis” alakban. A település az ősi Szentháromság-templom körül alakult ki, itt éltek a jobbágyok a  kézművesek és a kereskedők. A templom eredetileg fából épült, a mai templomot csak 1460 körül építették a régi fatemplom helyén. Drávavásárhely a középkorban mezőváros volt, a Muraköz egyik kulturális és gazdasági központja. Polgárai kiváltságokkal, vásártartási joggal rendelkeztek, majd 1498-tól vám- és harmincad szedésére is jogosultak voltak. A 15. századból ismert a mezőváros „Civitatis Nedelicensis” feliratú, a Szentháromságot ábrázoló pecsétje. 1546-ban a Zrínyiek lettek a település urai, akik alatt jelentős fejlődésnek indult. 1570 és 1586 között nyomda működött a községben, melyet Zrínyi György alapított és az Alsólendváról áthívott Hoffhalter Rudolf vezetett. Ebben a nyomdában készült az első kaj nyelvjárásban íródott nyomtatott mű, Werbőczy István Hármaskönyvének Pergosics János általi horvát fordítása Decretum címmel. Itt volt plébános a horvát irodalom két neves alakja Mihalj Šimunić és Juraj Križanić. Az oktatás kezdetei is az egyházhoz kapcsolódnak. Az első iskolát 1660-ban alapították Drávavásárhelyen. 1691-ig a Zrínyiek tulajdonában volt a Muraköz nagy része, így Drávavásárhely is.
Vályi András szerint " NEDELICZ. Nedelistye. Horvát falu Szala Várm. földes Ura G. Festetics Uraság, lakosai katolikusok, fekszik Dráva vize mellett, Csáktornyához fél mértföldnyire, határja közép termékenységű. Vagyonnyia is ollyanok."
A helyi önkéntes tűzoltóegyletet 1908-ban alapították. 1920 előtt Zala vármegye Csáktornyai járásához tartozott. 1941 és 1944 között ismét Magyarországhoz tartozott.
Manapság élénk sportélet van a településen, futballklubja az NK Nedelišće (a. m. Drávavásárhely FC) a horvát harmadosztály, röplabdaklubja az OK Nedelišće a másodosztály állandó résztvevője.

## Nevezetességei
A Szentháromság plébániatemplom a 15. században épült gótikus stílusban. Ebből a korból származik a templom szentélye, melyhez a 17. században építették a mai barokk templomhajót és a tornyot. A templom legértékesebb része a szentélyben található a kőből faragott hat méter magas szentségtartó, 16. századi késő gótikus munka. A 18. században készült a két mellékoltár, melyek Páduai Szent Antalnak és Szent Vidnek vannak szentelve, a sekrestye és a közeli plébánia épülete. A Lourdes-i Szűzanya oltárt 1883-ban építették, rajta a Lourdes-i Szűzanya legelső horvátországi szobra látható. A templomot 1912-ben renoválták, ekkor készültek a festett üvegablakok (Palkó József budapesti művész alkotása), a Három Királyok oltár és az Utolsó vacsora ábrázolása.